# Ávila
Ávila (s čestným titulem Ávila de los Caballeros, zkráceně Ávila d.l.C) je hlavní město španělské provincie Ávila. Je součástí autonomního společenství Kastilie a León. Ve městě žije přibližně 58 tisíc obyvatel.

## Historie
Ávila je známá především působením svaté Terezie Ježíšovy a také pro své skvěle zachované středověké kamenné hradby. Jejich počátek sahá do 11. století a jejich původní účel byl chránit španělská území před Maury.
Mezi historické čestné tituly (udělené španělskými králi) patří Ávila del Rey („královská Ávila“), Ávila de los Leales („Ávila Věrných“) a Ávila de los Caballeros („Ávila Rytířů“). Právě název Ávila de los Caballeros byl oficiálním názvem města do roku 1877.
Část města byla v roce 1985 zařazena ke světovému dědictví UNESCO.

## Doprava
Ávila je železniční křižovatkou mezi Madridem, Valladolidem a Salamankou; její význam však poklesl s vybudováním tratě AVE trasované přes Segovii.

## Známí obyvatelé a rodáci
- Terezie od Ježíše (1515–1582), mystička, reformátorka karmelitánského řádu, světice, první učitelka církve
- Gil González de Ávila (1559–1658), historik
- Tomás Luis de Victoria (asi 1548–1611), hudební skladatel

## Partnerská města
- Rueil-Malmaison, Francie
- Vilanuèva d'Olt, Francie